# Municipio Cacahoatán
Koordinaten: 14° 59′ N, 92° 10′ W
Cacahoatán ist ein Municipio im Süden des mexikanischen Bundesstaats Chiapas. Das Municipio hat etwa 44.000 Einwohner und ist 174,8 km² groß. Größter Ort und Verwaltungssitz ist das gleichnamige Cacahoatán.
Der Name Cacahoatán kommt aus dem Nahuatl und bedeutet ‚Platz der Erdnüsse‘.

## Geographie
Das Municipio Cacahoatán liegt im Süden des mexikanischen Bundesstaats Chiapas auf Höhen zwischen 300 m und 4064 m (Vulkan Tacaná). Es zählt zur Gänze zur physiographischen Provinz der Cordillera Centroamericana und liegt gänzlich in der hydrologischen Region Costa de Chiapas. Die Geologie des Municipios wird zu 48 % von Andesit bestimmt bei 30 % Konglomeratgestein und 19 % Granit; vorherrschende Bodentypen sind Andosol (56 %), Cambisol (30 %) und Luvisol (12 %). Etwa 55 % der Gemeindefläche dienen als Weideland, 37 % sind bewaldet.
Das Municipio Cacahoatán grenzt an die Gemeinden Tuxtla Chico, Unión Juárez und Tapachula und an die Republik Guatemala.

## Bevölkerung
Beim Zensus 2010 wurden im Municipio 43.811 Menschen in 9.898 Wohneinheiten gezählt. Davon wurden 788 Personen als Sprecher einer indigenen Sprache registriert, davon 723 Sprecher des Mam. Gut 14 Prozent der Bevölkerung waren Analphabeten. 14.232 Einwohner wurden als Erwerbspersonen registriert, wovon knapp 79 % Männer bzw. 4,2 % arbeitslos waren. Über 23 % der Bevölkerung lebten in extremer Armut.

## Orte
Das Municipio Cacahoatán umfasst 101 bewohnte localidades, von denen der Hauptort sowie Salvador Urbina vom INEGI als urban klassifiziert sind. Neun der Orte wiesen beim Zensus 2010 eine Einwohnerzahl von über 1000 auf, 58 Orte hatten weniger als 100 Einwohner. Die größten Orte sind:
| Ort                 | Einwohner |
| Cacahoatán          | 16.572    |
| Salvador Urbina     | 02.555    |
| Faja de Oro         | 02.356    |
| Agustín de Iturbide | 02.211    |
| Unión Roja          | 01.829    |
| Ahuacatlán          | 01.583    |
| Mixcum              | 01.502    |
| Benito Juárez       | 01.473    |
| El Águila           | 01.274    |
| Rosario Ixtal       | 00.839    |